# Angeł Dżambazki
Angeł Czawdarow Dżambazki, bułg. Ангел Чавдаров Джамбазки (ur. 21 marca 1979 w Sofii) – bułgarski polityk i prawnik, współprzewodniczący partii WMRO – Bułgarski Ruch Narodowy, poseł do Parlamentu Europejskiego VIII i IX kadencji.

## Życiorys
Ukończył studia prawnicze na Uniwersytecie Sofijskim im. św. Klemensa z Ochrydy. W 1997 wstąpił do ugrupowania WMRO – Bułgarski Ruch Narodowy, w latach 2004–2005 pełnił funkcję przewodniczącego organizacji młodzieżowej, następnie został członkiem krajowej egzekutywy partii, a w 2009 jej wiceprzewodniczącym. W 2007 z listy GERB-u został wybrany na radnego Sofii, w 2011 z ramienia własnej formacji z powodzeniem ubiegał się o reelekcję, kandydując wówczas również bez powodzenia na urząd burmistrza.
W wyborach w 2014 z ramienia koalicji skupionej wokół ugrupowania Bułgaria bez Cenzury Angeł Dżambazki uzyskał mandat eurodeputowanego VIII kadencji. W 2019 z powodzeniem ubiegał się o reelekcję.
W 2022 został jednym z trzech współprzewodniczących WMRO-BND (pełnił tę funkcję do 2024).